# Feng Zhigang
Feng Zhigang (馮志剛/冯志刚) est un réalisateur et scénariste hongkongais né le 14 octobre 1911 à Guangzhou (Hong Kong), mort en 1988.

## Filmographie

### Réalisateur
- 1933 : Madam Chen
- 1937 : Battle on Burnt Ground
- 1941 : The Red Bean Ballad
- 1948 : Return of the Swallows
- 1949 : Life Debt of Our Children
- 1950 : Shaolin qi xia wu tan Emei shan
- 1950 : Fong Sze Yu in a Marriage-fixing Boxing Contest
- 1950 : Fong Sze Yu and His Impersonator
- 1951 : Shaolin wu da ji xua
- 1951 : Fong Sze Yu's 3 Ventures Into the Land of Wooden Robots
- 1951 : Diyuan chunxin hua dujuan
- 1952 : The Impeachment of Song Yan
- 1956 : A Nagging Wife, Meets Her Fierce Mother-in-Law
- 1957 : Xian luo zhong
- 1958 : Hu bugui
- 1958 : Fong Sze Yu Attacks Emperor Qian Long in Fury
- 1959 : Fong Sze Yu's Bloody Battle with the Net of Dual Forces
- 1960 : Fei tou gongzhu leidian dou feilong
- 1960 : Fei tou gongzhu dixue jiu qinfu
- 1961 : Hongyu Liang's Victory at Huangtiantang
- 1962 : The Romantic Pipa Tune
- 1966 : Bai mu mi zong zhang
- 1968 : Lihua Fan, the Woman General
- 1968 : Fang Shi Yu san da mu ren xiang
- 1970 : The One Who Broke Down the Dragon Party
- 1970 : Du zhang zhen long men
- 1987 : Opera Omnibus

### Scénariste
- 1951 : Diyuan chunxin hua dujuan